# Euphranta linocierae
Euphranta linocierae är en tvåvingeart som beskrevs av Hardy 1951. Euphranta linocierae ingår i släktet Euphranta och familjen borrflugor. Inga underarter finns listade i Catalogue of Life.